# Gutkowo (gromada)
Gutkowo – dawna gromada, czyli najmniejsza jednostka podziału terytorialnego Polskiej Rzeczypospolitej Ludowej w latach 1954–1972.
Gromady, z gromadzkimi radami narodowymi (GRN) jako organami władzy najniższego stopnia na wsi, funkcjonowały od reformy reorganizującej administrację wiejską przeprowadzonej jesienią 1954 do momentu ich zniesienia z dniem 1 stycznia 1973, tym samym wypierając organizację gminną w latach 1954–1972.
Gromadę Gutkowo z siedzibą GRN w Gutkowie (obecnie w granicach Olsztyna) utworzono – jako jedną z 8759 gromad na obszarze Polski – w powiecie olsztyńskim w woj. olsztyńskim na mocy uchwały nr 21 WRN w Olsztynie z dnia 4 października 1954. W skład jednostki weszły obszary dotychczasowych gromad Gutkowo i Wilimowo ze zniesionej gminy Wrzesina oraz obszar dotychczasowej gromady Likusy ze zniesionej gminy Dywity w tymże powiecie. Dla gromady ustalono 20 członków gromadzkiej rady narodowej.
1 stycznia 1966 z gromady Gutkowo wyłączono części obszarów wsi Gutkowo i Likusy, włączając te obszary do miasta Olsztyna (na prawach powiatu), po czym gromadę Gutkowo zniesiono, włączając jej (pozostały) obszar do gromady Jonkowo w powiecie olsztyńskim.